# Supremo Tribunal de Justicia de Portugal
El Supremo Tribunal de Justicia (en portugués Supremo Tribunal de Justiça o STJ) es el tribunal de justicia de más alta jerarquía de Portugal, sin perjuicio de las competencias del Tribunal Constitucional.
Le corresponde al Presidente del Supremo Tribunal de Justicia ejercer las atribuciones administrativas y financieras. El año 2013 fue elegido presidente António Henriques Gaspar.

## Historia
Los orígenes del Supremo Tribunal de Justicia, se encuentran en los tribunales superiores de la Corte (cuya cúspide era el propio Tribunal de la Corte), instalados durante siglos en la residencia oficial del monarca. Con la Revolución de 1820 dicho tribunal fue abolido.
La Constitución Política de la Monarquía Portuguesa decretada por las cortes generales extraordinarias y constituyentes, reunidas en Lisboa en el año de 1821, proclamó la separación de poderes y confirió el ejercicio del poder judicial exclusivamente a los jueces, abriendo camino para la reforma del sistema de administración de justicia que está en vigor desde entonces. Con el texto constitucional de 23 de septiembre de 1822, se contemplaría un Supremo Tribunal de Justicia en la cúspide de la nueva organización judicial.
Uno de los grandes responsables de la nueva organización judicial y, asimismo, del Supremo Tribunal de Justicia, fue Mouzinho da Silveira, que creó las condiciones indispensables para su establecimiento. Sin embargo, los problemas derivados de la Revolución Liberal provocaron que su efectiva instalación se viera dilatada; finalmente, gracias a José da Silva Carvalho, que era Ministro de Justicia y que se convirtió en el primer presidente del Supremo Tribunal de Justicia, se instaló el 14 de septiembre de 1833.

## Funcionamiento y competencia
El Supremo Tribunal de Justicia, bajo la dirección de su Presidente, funciona en Pleno.
El Pleno está constituido por la totalidad de los jueces que integran las secciones y puede funcionar con la asistencia de, al menos, tres cuartas partes de los miembros en ejercicio.
Algunas de las competencias del Supremo Tribunal de Justicia son las siguientes:
- juzgar al Presidente de la República, al Presidente de la Asamblea de la República y al primer ministro por los delitos cometidos en el ejercicio de sus funciones;
- uniformar la jurisprudencia;
- resolver ciertos recursos judiciales;
- resolver los procesos por delitos cometidos por los jueces del Supremo Tribunal de Justicia, jueces de los Tribunales de Apelación (Tribunais da Relação) y los magistrados del Ministerio Público.

## Lista de presidentes
- José da Silva Carvalho
- Manuel Duarte Leitão
- José Joaquim Gerardo Sampaio
- Manuel António Velez Caldeira Castelbranco
- Basílio Cabral Teixeira de Queirós
- João Maria Alves de Sá
- António Emílio Correia de Sá Brandão
- José Pereira
- Tomás Nunes de Serra e Moura
- Augusto Carlos Cardoso Pinto Osório
- Francisco José de Medeiros
- Luís Fisher Berquó Poças Falcão
- Abel Augusto Correia de Pinho
- António Maria Vieira Lisboa
- José Maria de Sousa Andrade
- Eduardo Augusto de Sousa Monteiro
- Américo Guilherme Botelho de Sousa
- Afonso de Melo Pinto Veloso
- José Joaquim Coimbra
- Miguel Homem de Azevedo Queirós Sampaio e Melo
- António Cândido da Cruz Alvura
- António Lopes Vaz Pereira
- José Osório da Gama e Castro Saraiva de Albuquerque
- José Joaquim de Almeida Borges
- António Acácio de Oliveira Carvalho
- Jacinto Fernandes Rodrigues Bastos
- Octávio Dias Garcia
- Augusto Vítor Coelho
- Abel Pereira Delgado
- José Alfredo Soares Manso Preto
- Joaquim de Carvalho
- Pedro de Lemos e Sousa Macedo
- Jaime Octávio Cardona Ferreira
- Jorge Alberto Aragão Seia
- José Moura Nunes da Cruz
- Luis António Noronha Nascimento